# Bejun Mehta

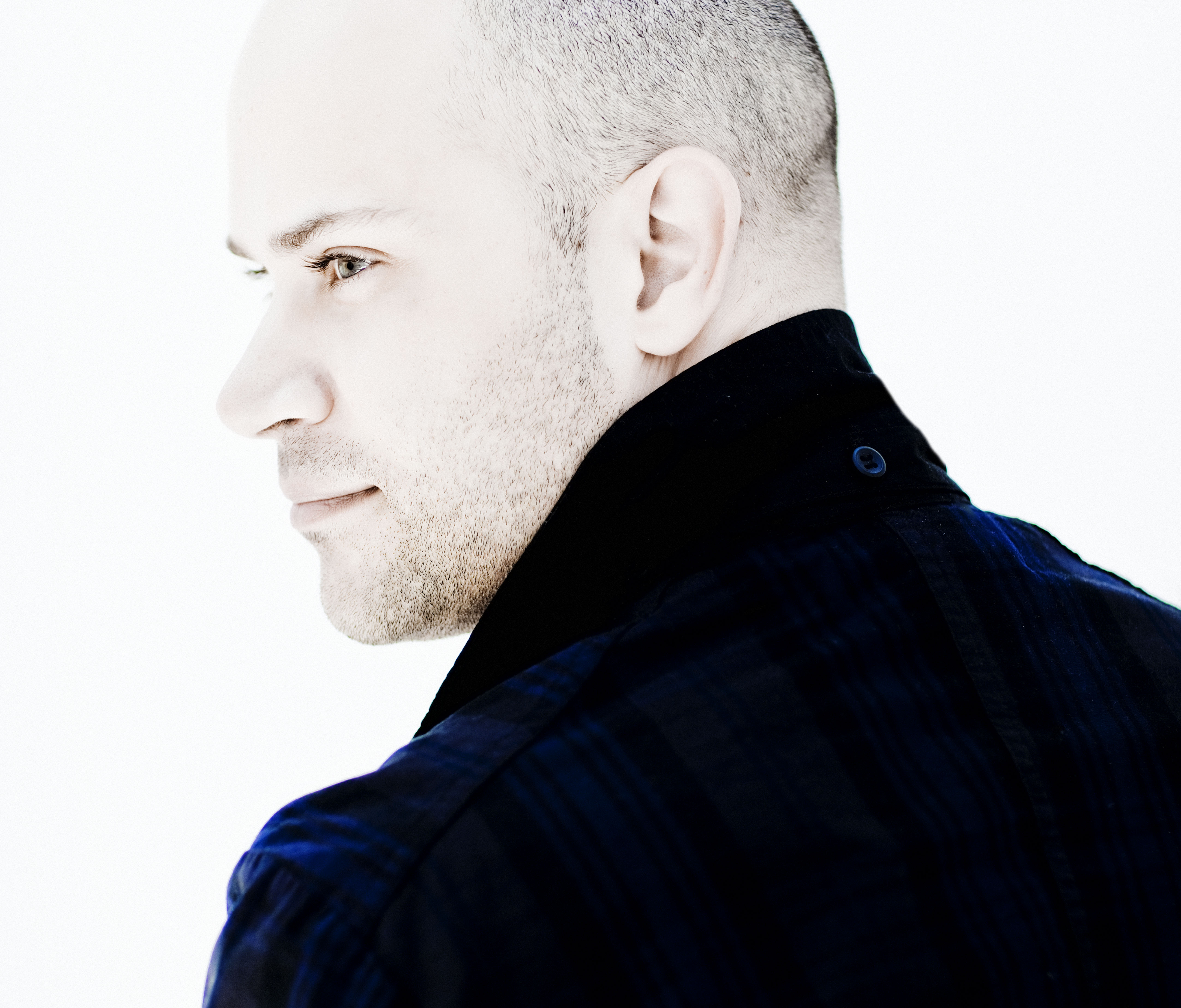
Bejun Mehta (2010)

Bejun Mehta (29 de junio de 1968, Laurinburg, Carolina del Norte) es un contratenor estadounidense. 

## Biografía
Hijo del pianista Dady Mehta de Bombay, India, es sobrino del director Zubin Mehta; su madre es Martha Ritchery Mehata, profesora de canto Creció en Ann Arbor, Míchigan, y se graduó en Yale en literatura germánica.
Fue un aclamado niño soprano, alabado por el director Leonard Bernstein, Quien dijo "Es difícil creer la riqueza y madurez del entendimiento musical que posee este adolescente." Grabó un disco que lo consagró "Artista debutante del año".
Al cambiar la voz de niño, trató infructuosamente de cantar como barítono hasta que en 1997 conoció a David Daniels quien lo ayudó a desarrollar su voz hacia el registro de contratenor.
Gracias a Marilyn Horne y su fundación debutó en la ópera Partenope de Georg Friedrich Händel.
Ha cantado en Covent Garden, Bayerische Staatsoper, Múnich, Quincena Musical de San Sebastián, Ópera de París, Theater an der Wien, Ópera Estatal de Berlín Netherlands Opera, Barcelona, Metropolitan Opera, Chicago Lyric, la Ópera de Los Ángeles, la Ópera de San Francisco, New York City Operas, Festival de Salzburgo, Glyndebourne, Edimburgo, Aix-en-Provence, Verbier, Innsbruck, BBC Proms.
Ha sido galardonado con el ECHO Klassik, el Gramophone Award, el Diamant d’Opera Magazine, ha sido nominado por Grammy Award, y en 2015 ha recibido el Premio Traetta de la Traetta Society, por su pasión en dar voz al redescubrimiento de las raíces del patrimonio musical europeo.